# السفارة السعودية في إسبانيا
سفارة المملكة العربية السعودية في إسبانيا، هي بعثة دبلوماسية سعودية تقع في العاصمة الإسبانية مدريد ويترأس البعثة سفير خادم الحرمين الشريفين الأميرة هيفاء بنت عبد العزيز بن عياف آل مقرن.

## سفراء السعودية لدى إسبانيا
| السفير                                       | الفترة           | المصدر |
| -------------------------------------------- | ---------------- | ------ |
| عزام بن عبد الكريم القين                     | من فبراير 2021م  | [ 2 ]  |
| الأميرة هيفاء بنت عبد العزيز بن عياف آل مقرن | من 2 يناير 2024م | [ 1 ]  |

## وصلات خارجية
- موقع سفارة المملكة العربية السعودية السعودية في إسبانيا
- (بالعربية) وزارة الخارجية السعودية
- (بالإنجليزية) Ministry of Foreign Affairs of Kingdom of Saudi Arabia